# Yanıkhan
Koordinaten: 36° 34′ 44″ N, 34° 10′ 43″ O

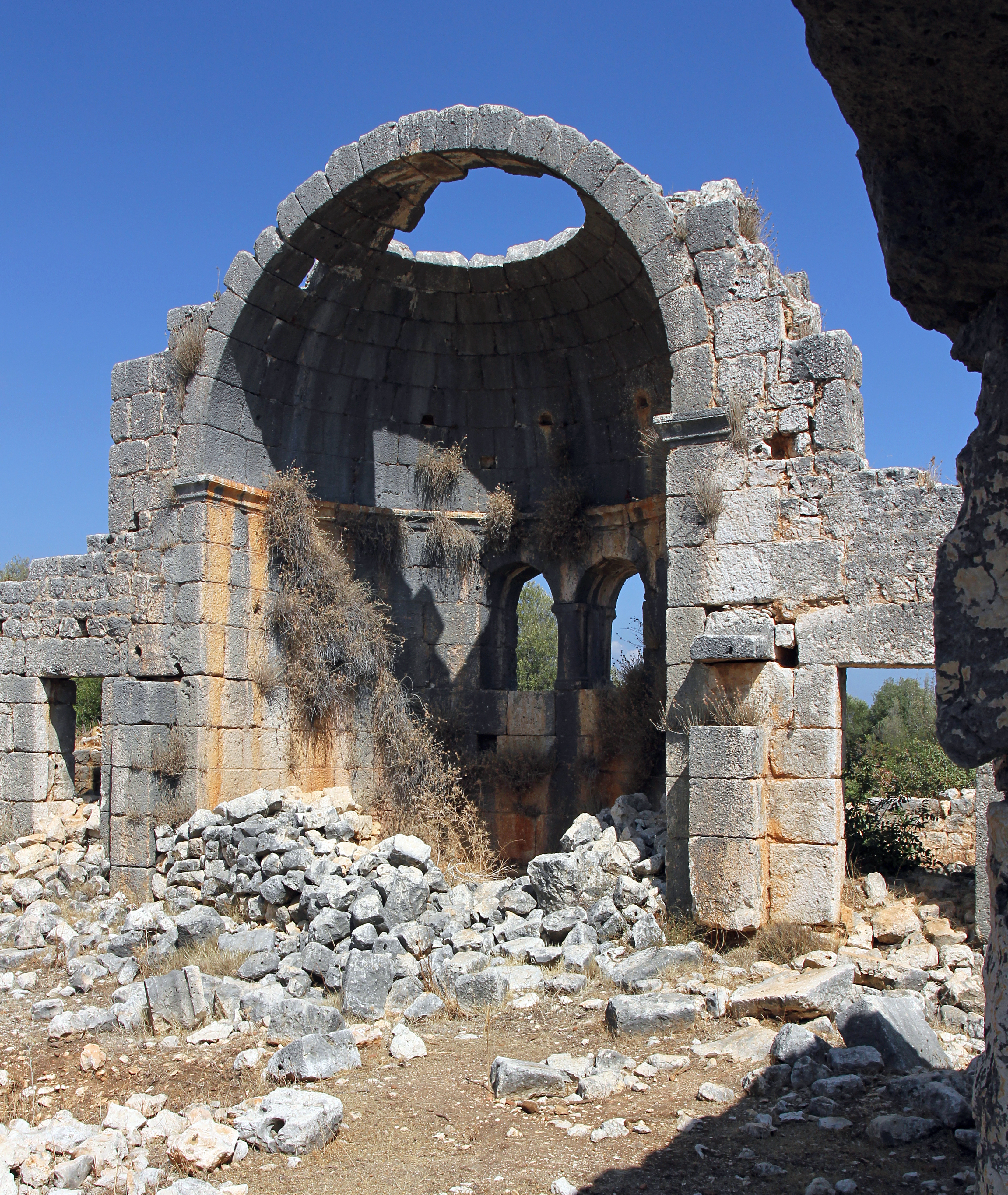
Apsis der Nordkirche

Yanıkhan ist die türkische Bezeichnung für die Ruinenstätte einer römisch-frühbyzantinischen Siedlung im Rauen Kilikien.

## Lage
Yanıkhan befindet sich auf einer Höhe von etwa 430 Metern, etwa sechs Kilometer westlich von Limonlu und zwölf Kilometer westlich von Erdemli im Landkreis Erdemli der türkischen Provinz Mersin. Die Siedlung liegt nördlich der heutigen Straße, die von Limonlu, dem antiken Lamos, vorbei an Batısandal und Öküzlü über Sömek und Cambazlı auf der Südseite des Lamostales nach Uzuncaburç, dem antiken Olba, führt. Der Ort gehörte im Altertum zum Gebiet der Polis von Elaiussa Sebaste, das zehn Kilometer südlich an der Mittelmeerküste liegt.

## Beschreibung

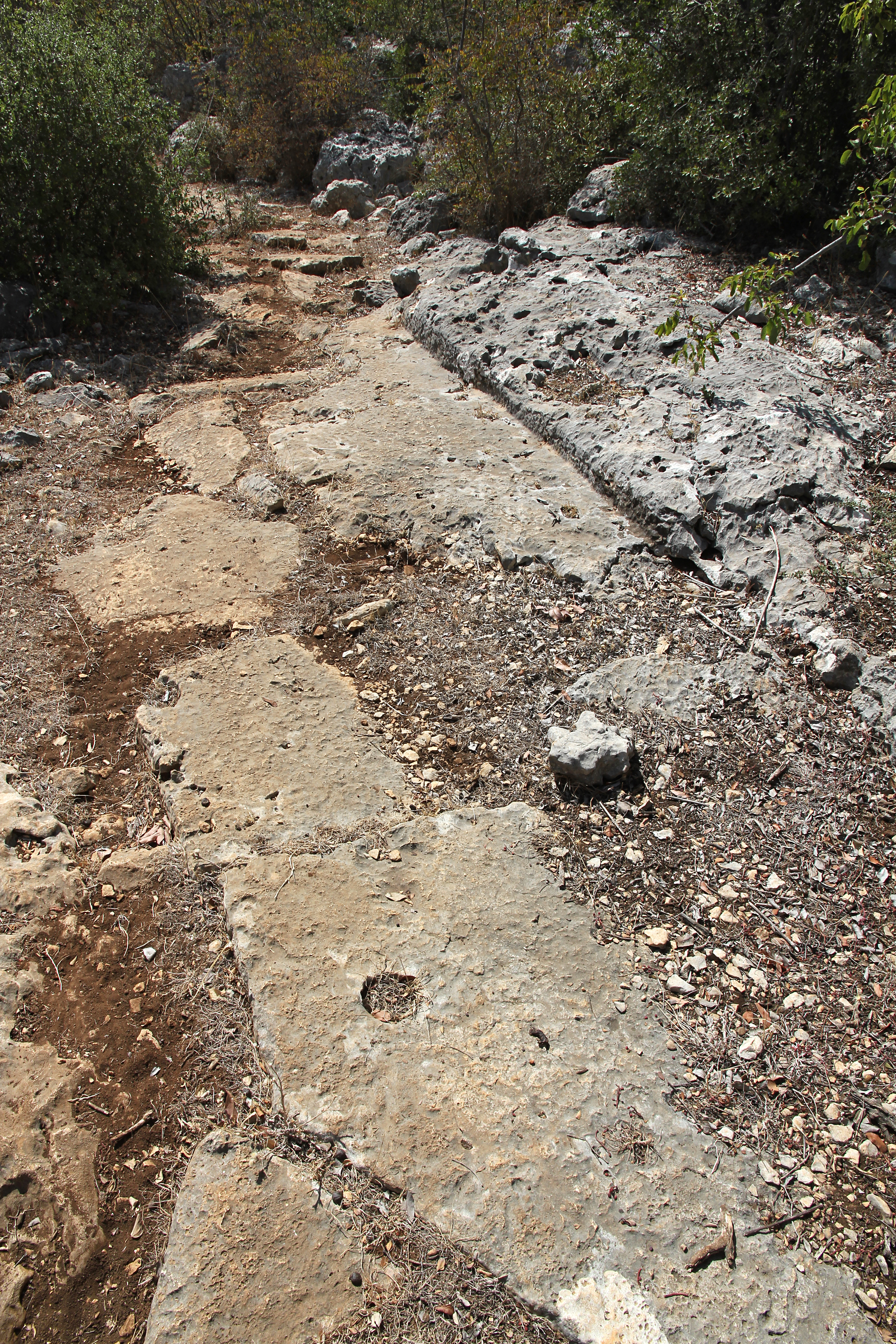
Gepflasterter Weg

Ein gepflasterter, zum Teil in den Felsen gearbeiteter Weg in die Siedlung ist aus Richtung der modernen Straße kommend noch in Teilen zu erkennen. Sie besteht aus etwa 40 Häusern, zwei Säulenbasiliken sowie etlichen Zisternen und Ölpressen. Die Häuser sind größtenteils in Kleinquaderwerk erstellt, einige ältere in mörtelloser Polygonalbauweise. Von den Häusern sind außer Wandresten nur einige Türstürze in situ erhalten. Die Umgebung wurde bereits in antiker Zeit zu landwirtschaftlichen Zwecken terrassiert.

### Südkirche
Im Zentrum des Ortes liegt die größere, aber schlechter erhaltene Südkirche (Basilika A). Die dreischiffige Säulenbasilika hat Maße von etwa 38 × 19 Meter, ihre Apsis ist nach Nordosten ausgerichtet. Sie ist in zweischaligem Mauerwerk aus Kleinquadern errichtet. Im Südwesten war dem Bau ein Atrium mit darunterliegender, aus zwei tonnengewölbten Kammern bestehender Zisterne vorgelagert, darauf folgte der 3,66 Meter tiefe Narthex. Von diesem aus öffneten sich drei Türen zum Naos. Zwei weitere Türen in den Außenwänden führten ebenfalls in den Hauptraum der Kirche, der Innenmaße von 16,90 × 14,10 Metern hat. Von den Säulen, die diesen in die drei Schiffe unterteilten, ist nichts erhalten. Ein einzelner Säulenschaft, der westlich der Kirche liegt, kann entweder dazu oder zu einem möglichen Tribelon des Narthex gehören (einem dreiteiligen, durch Säulen getrennten Eingang). Der Raum hinter der sechs Meter durchmessenden Apsis war durchgängig über die ganze Kirchenbreite und hatte zwei weitere Nebenapsiden in der Flucht der Seitenschiffe. Er konnte über zwei Türen betreten werden, die in den Wänden seitlich der Apsis lagen. Stephen Hill, der den Ort 1973 und 1979 besuchte, konnte hinter der Hauptapsis noch einen annähernd quadratischen, heute nicht mehr erkennbaren Raum beobachten, in dessen Wand er eine Nische mit einem Sarkophagdeckel sah. Er interpretierte den Raum als Märtyrerkammer mit einem Arkosolgrab. Durch Balkenlöcher und Bogenreste in den Apsiswänden ist ein zweites Stockwerk belegt. Vermutlich waren, analog zur Nordkirche und anderen kilikischen Basiliken, auch Emporen über den Seitenschiffen vorhanden, sind allerdings nicht nachweisbar, da die Seitenwände nicht bis zur entsprechenden Höhe erhalten sind.
Der Sturz der mittleren Tür vom Narthex zum Innenraum liegt in zwei Teile zerbrochen in dem Vorraum. Die Teile haben eine Länge von 1,36 und 1,25 Metern. Sie tragen eine griechische Inschrift, die von Michael Gough 1959 noch komplett dokumentiert werden konnte. Danach ist die Kirche ein Martyrion für Georgios, Konon und Christophoros. Als Stifter wird ein Koms Matronianus angegeben, den Hill mit dem gleichnamigen isaurischen Statthalter (comes) identifiziert, der in einer Mauerinschrift in Anemurion erwähnt wird, was den Kirchenbau ins 4. Jahrhundert datieren würde. Aus epigraphischen Gründen, aber auch weil der Ort mit Elaiussa Sebaste zur Provinz Cilicia und nicht zu Isauria gehörte, wird diese Deutung von Hill und Hellenkemper abgelehnt. Sie lesen in dem Koms den in Korykos nachgewiesenen häufigen Vornamen Komitas und datieren nach architektonischen Gesichtspunkten ins späte 5. oder das frühe 6. Jahrhundert.

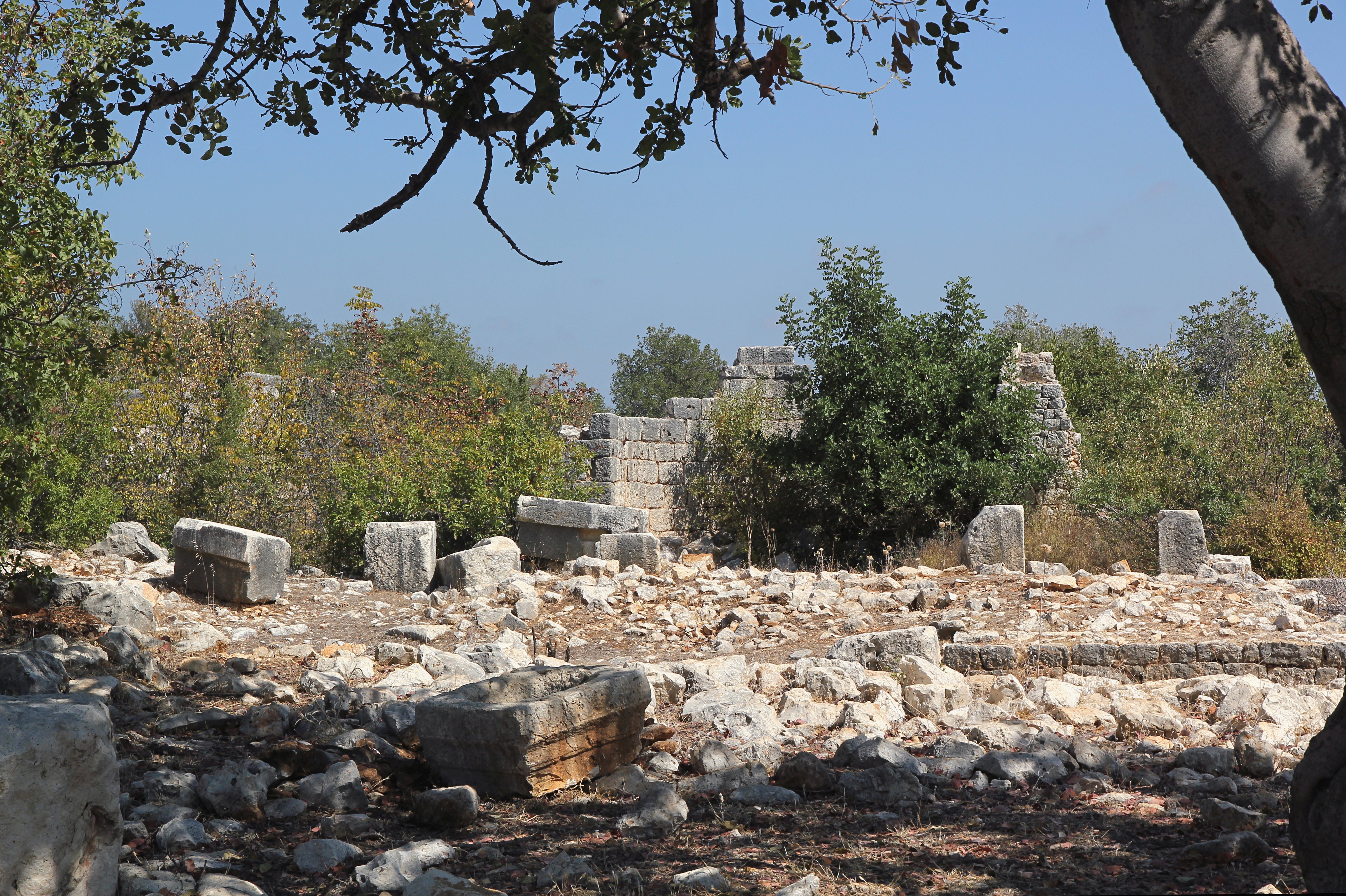
Südkirche von Südwesten
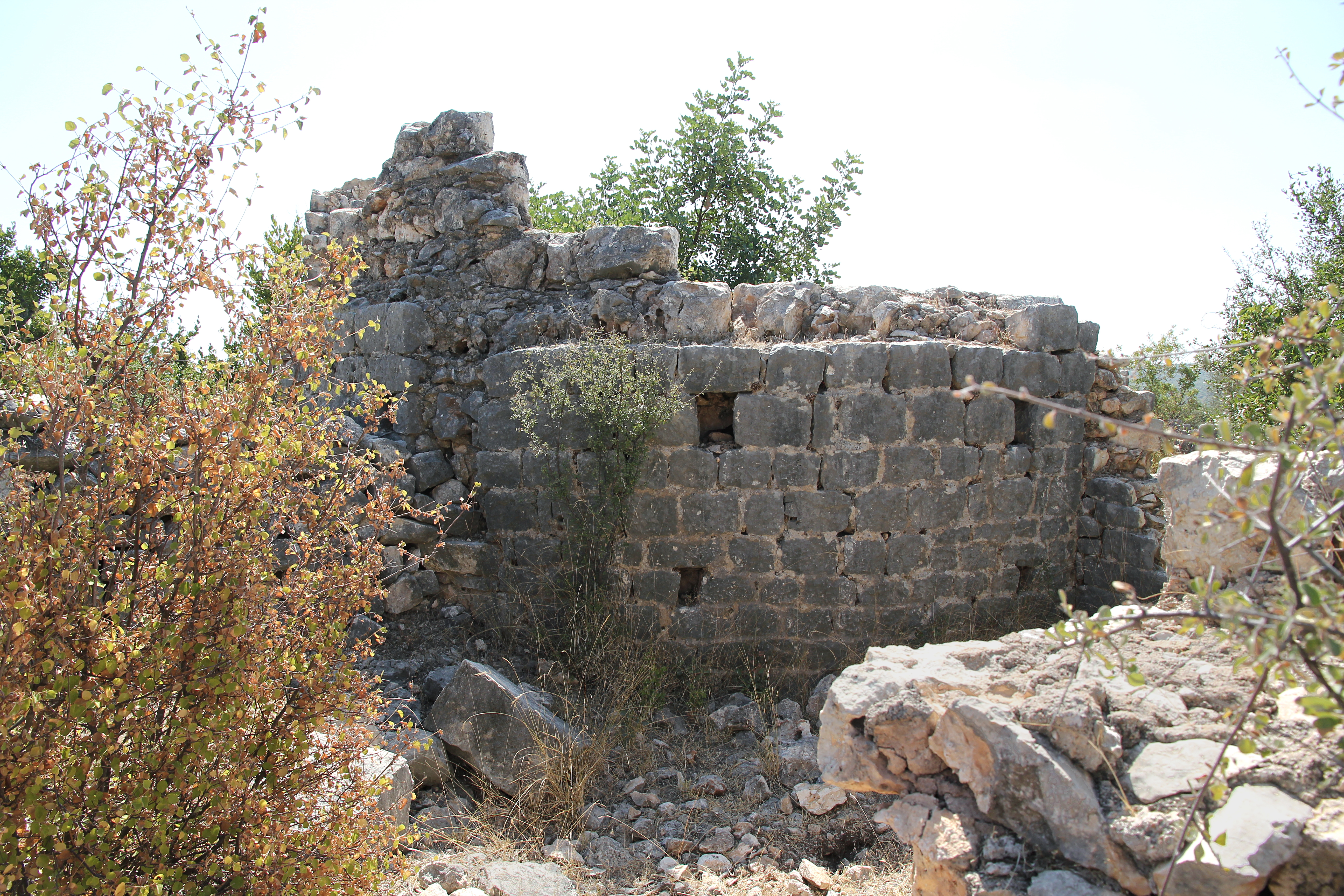
Apsis
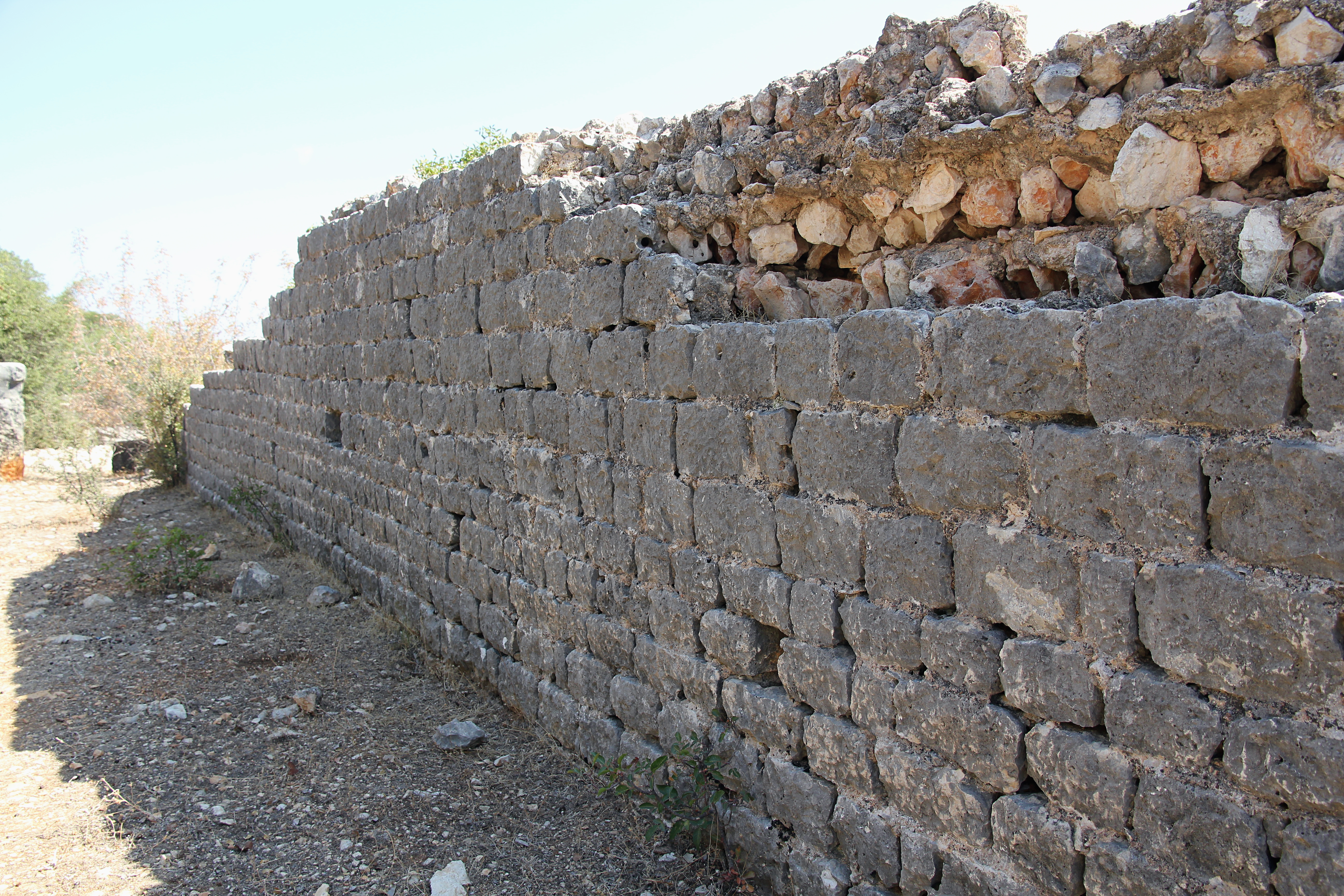
Nordwand
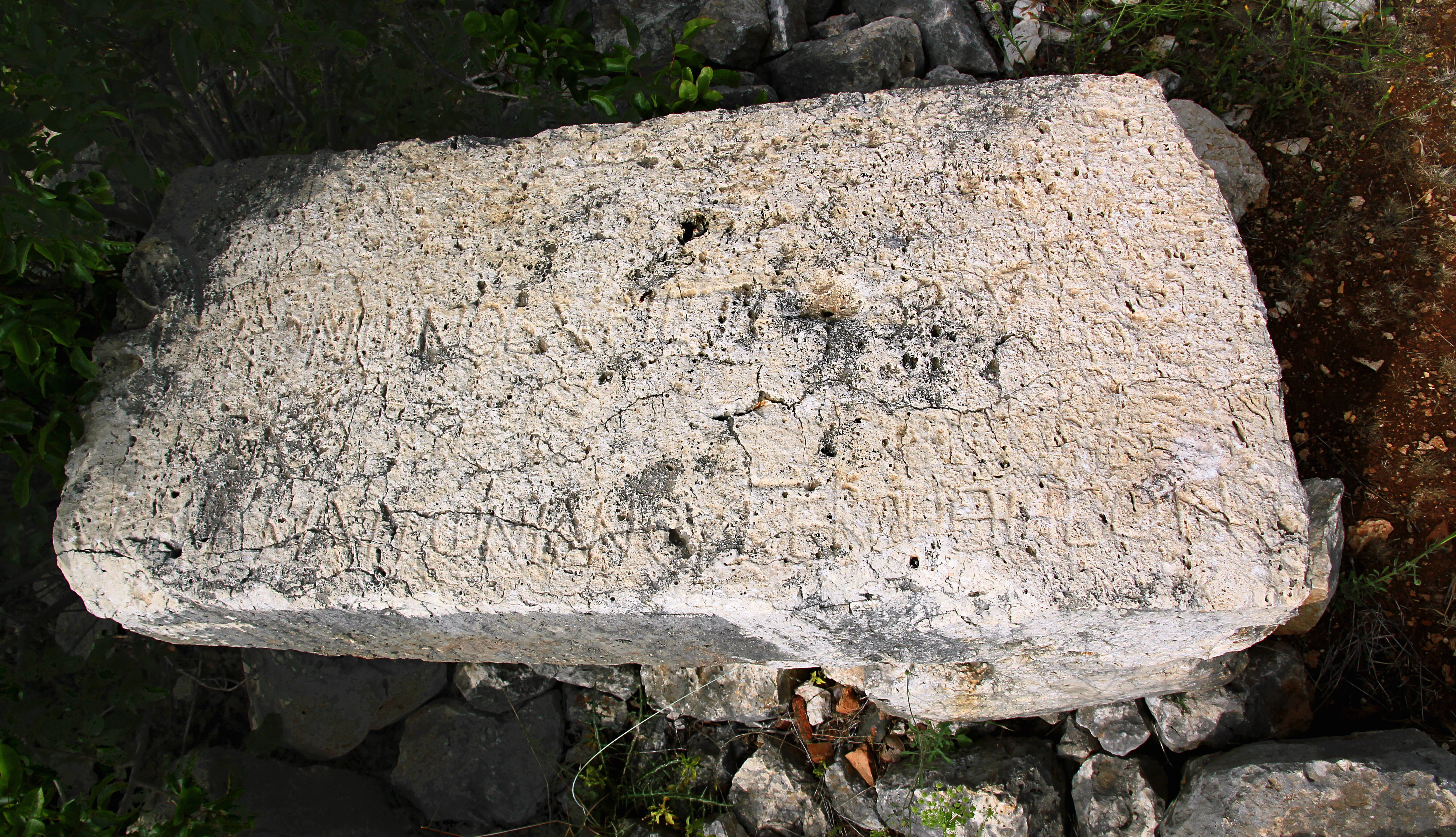
Stifterinschrift rechte Hälfte
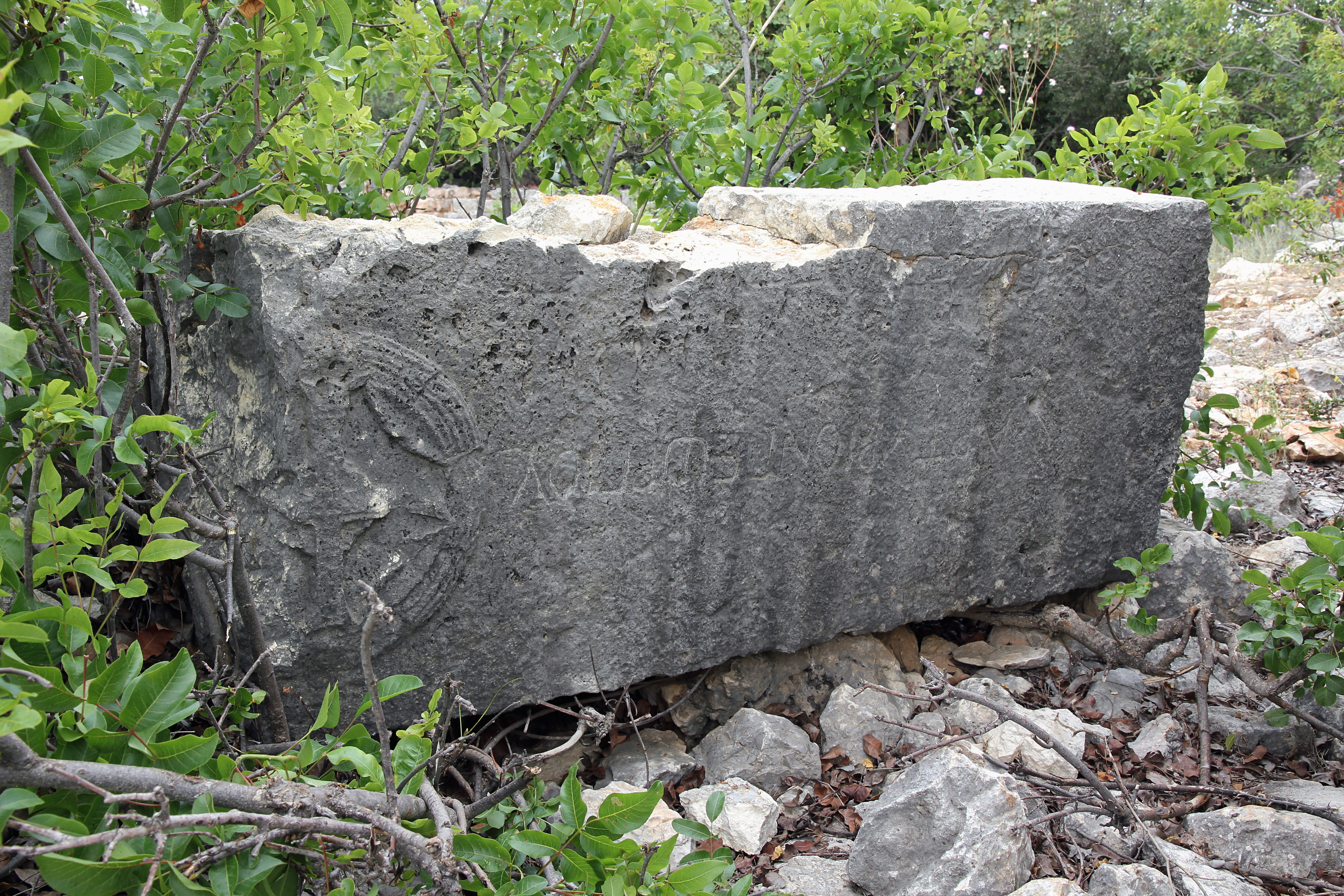
Stifterinschrift linke Hälfte

### Nordkirche
Weniger als 100 Meter entfernt, am nördlichen Rand der Ansiedlung, befinden sich die besser erhaltenen Reste der Nordkirche (Basilika B). Die insgesamt 24 × 13 Meter große Basilika ist ebenfalls nach Nordosten ausgerichtet. Der 3,43 Meter tiefe Narthex im Westen hat eine Eingangsöffnung von 3,83 Metern, was für ein Tribelon zu eng ist, also war es vermutlich ein einzelner Bogen. Von dort in den Naos öffnen sich wiederum drei Durchgänge. Neben der mittleren Tür ist rechts ein Kolymbion in die Wand eingesetzt. Der Hauptraum war mit Säulenarkaden in drei Schiffe geteilt, die Säulen sind verloren, lediglich einige sehr einfache Kapitelle mit breiter Kehle, Wulst und Deckplatte liegen im Innenraum. Die Nordwand ist fensterlos, die Südwand verfügt über eine Tür mit Entlastungsbogen und zwei Bogenfenster beiderseits des Eingangs. Balkenlöcher in den Längswänden belegen die Existenz einer Empore. Die Apsis ist in einer Breite von 5,01 Metern fast vollständig erhalten. Sie wird in der Mitte von einem Doppelfenster mit Trennsäule durchbrochen. Von den Wänden rechts und links des Chorraumes führen auch hier Türen in einen die Apsis umschließenden durchgängigen Raum. Er wird etwa in der Verlängerung der Seitenschiffe von zwei Nebenapsiden abgeschlossen. Da über den Eingängen nochmals Ansätze von Türgewänden zu erkennen sind, muss auch dieser Raum über ein Obergeschoss verfügt haben. Auch diese Kirche wird in die Übergangszeit vom 5. zum 6. Jahrhundert datiert.

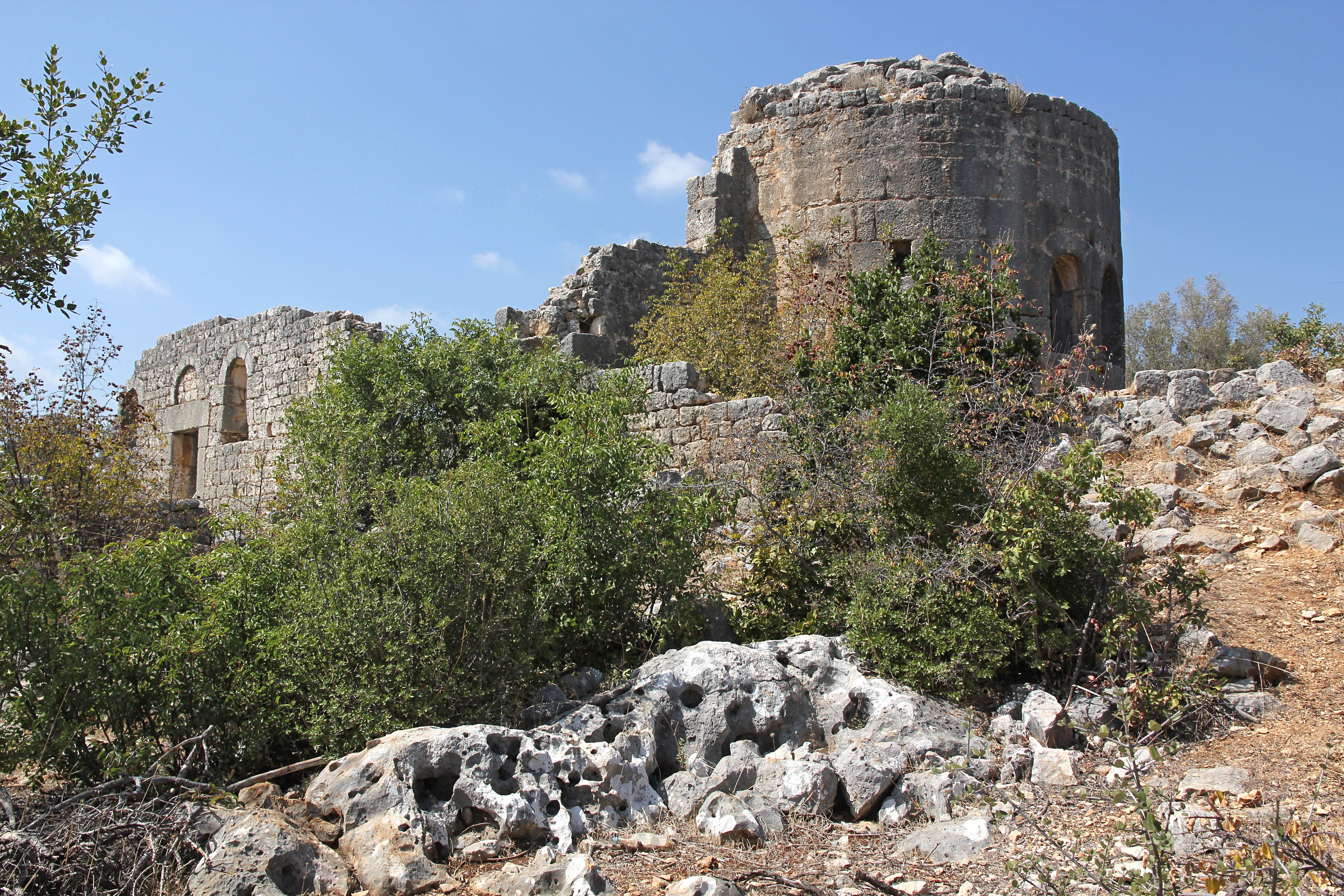
Nordkirche von Osten
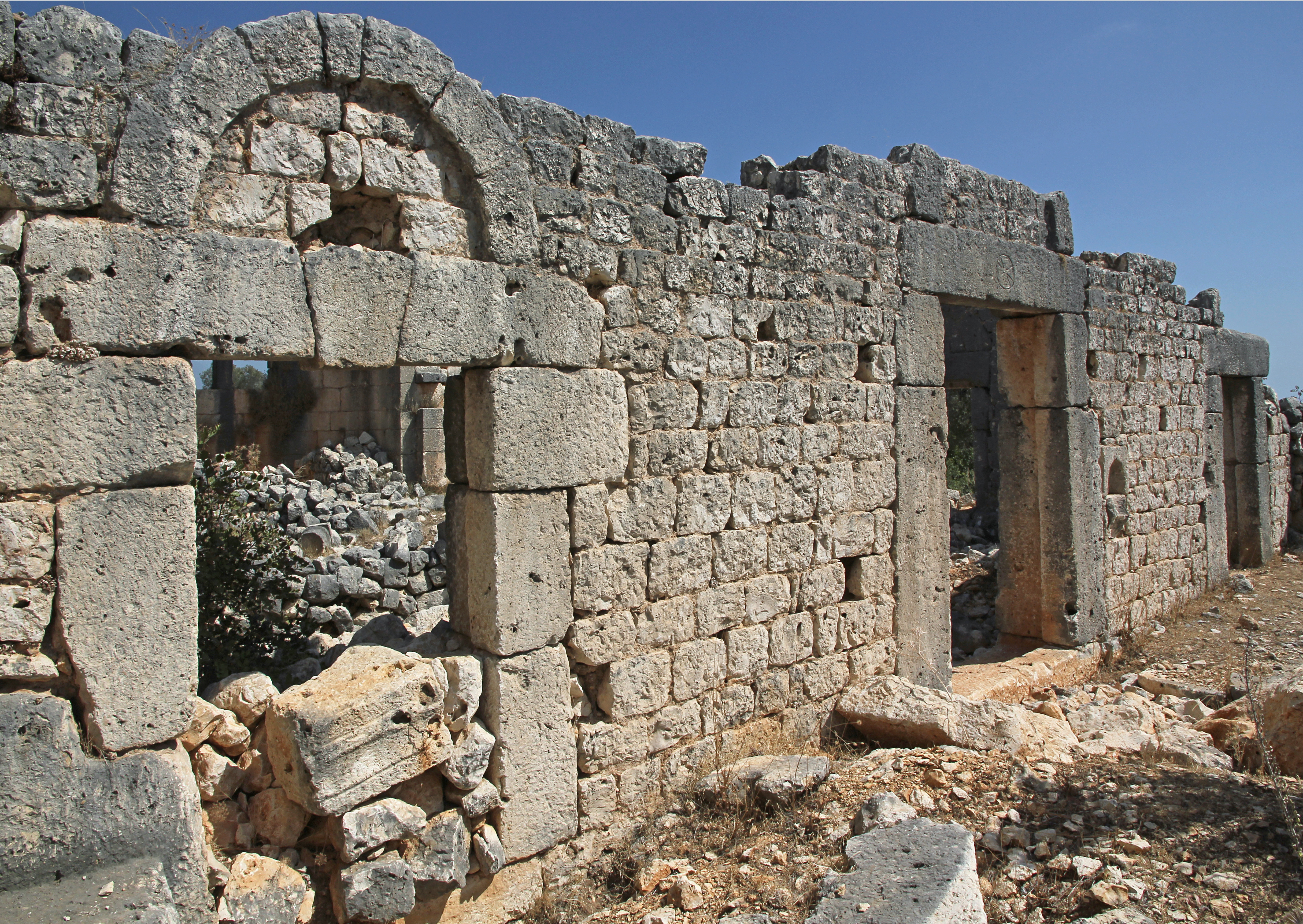
Naoswand vom Narthex
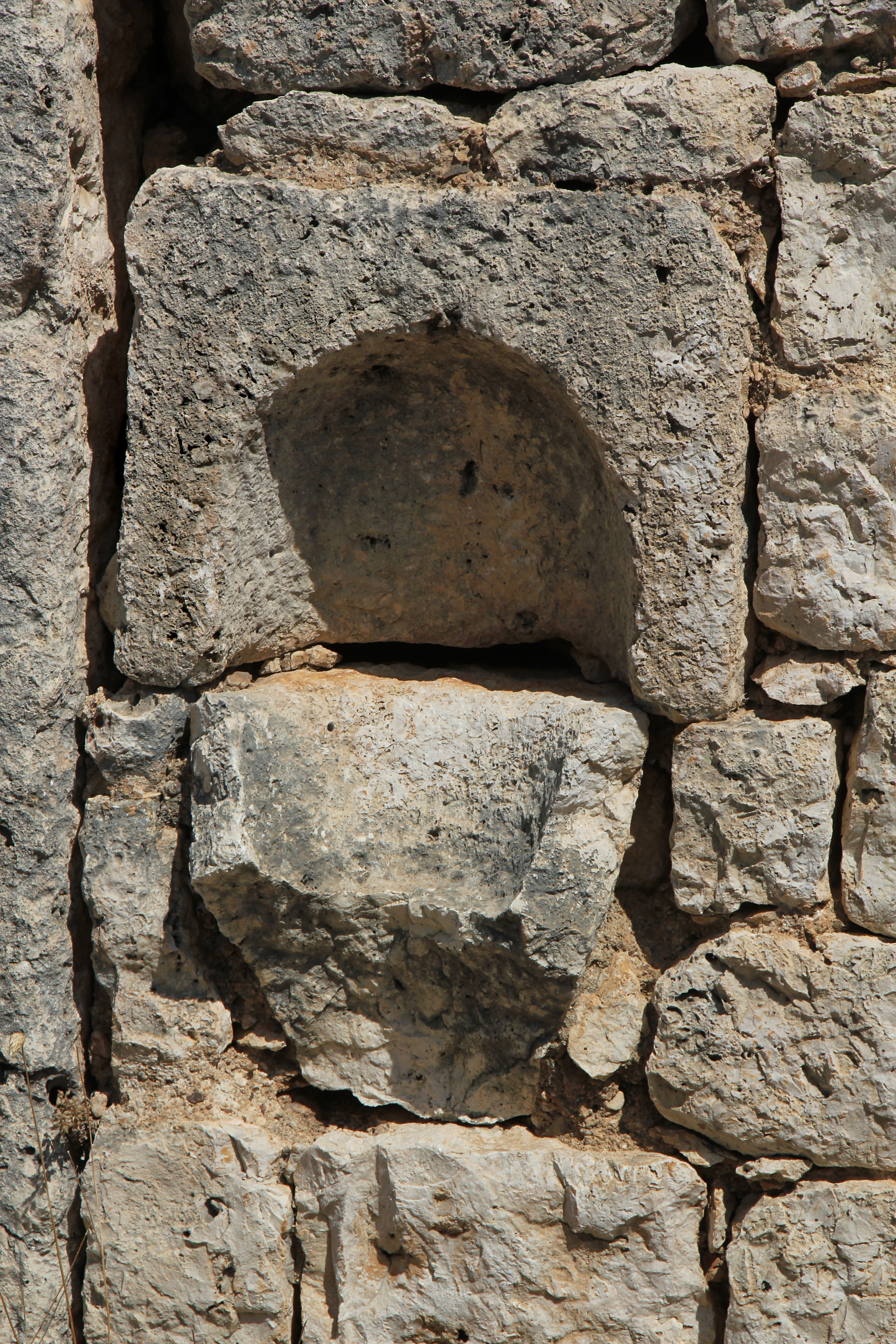
Kolymbion
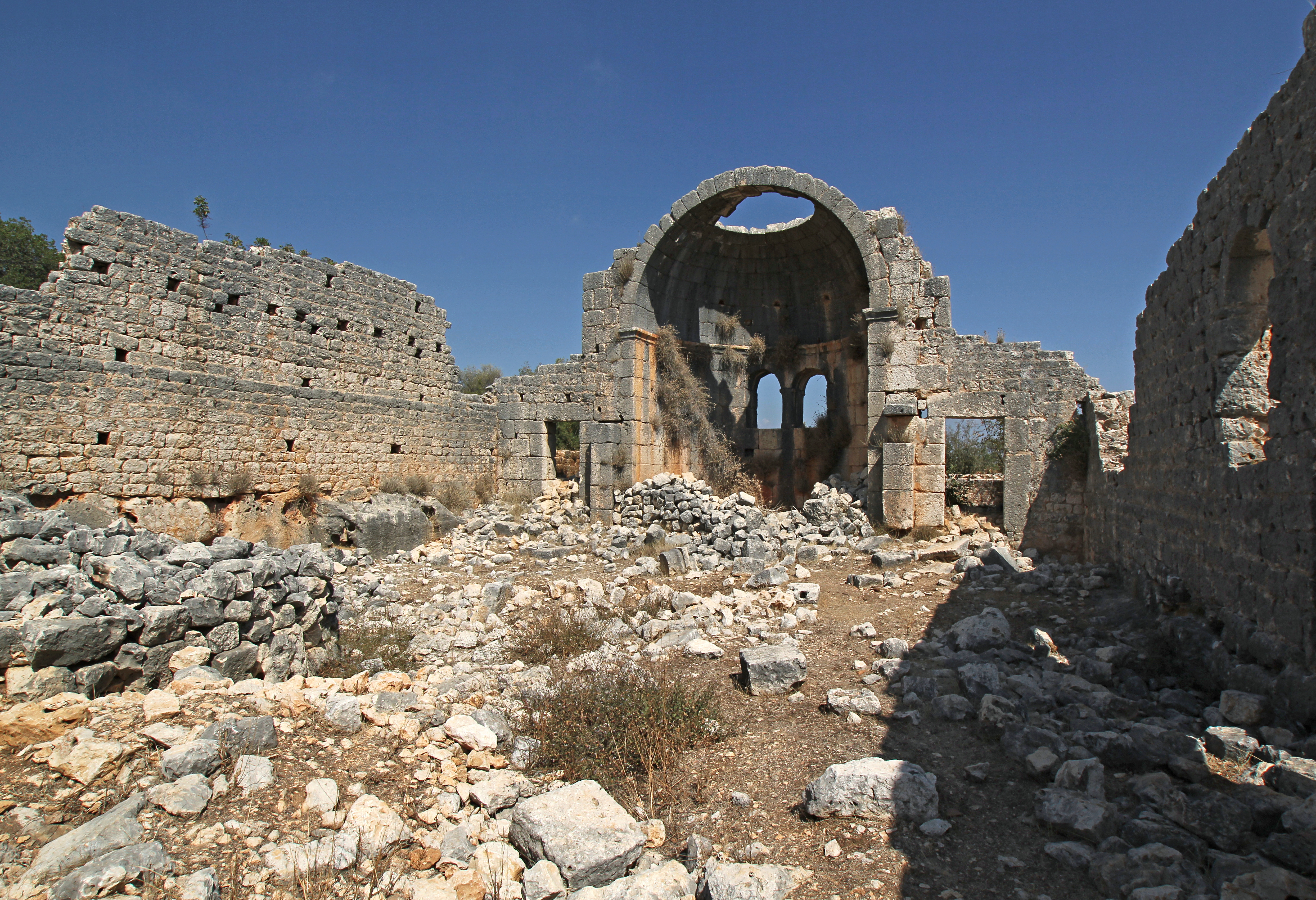
Innenraum

## Forschungsgeschichte
Schon 1885 beschreibt der britische Archäologe John Robert Sitlington Sterrett einen Ort auf seiner Reise von Lamas (Limonlu) nach Örenköy entlang dem Fluss Lamos, bei dem es sich wohl um Yanıkhan handelt.
Die erste Erwähnung der Ruinen unter diesem Namen findet sich 1965 bei seinem Landsmann Michael Gough in einem Aufsatz über Christliche Archäologie in der Türkei. Danach besuchte in den 1970er Jahren der ebenfalls britische Archäologe Stephen Hill den Ort mehrmals und publizierte in einigen Schriften darüber. Hansgerd Hellenkemper und Friedrich Hild erforschten auf ihren Kilikienreisen in den 1980er Jahren den Platz mehrfach und veröffentlichten ebenfalls Beschreibungen davon.